# 무시 방언

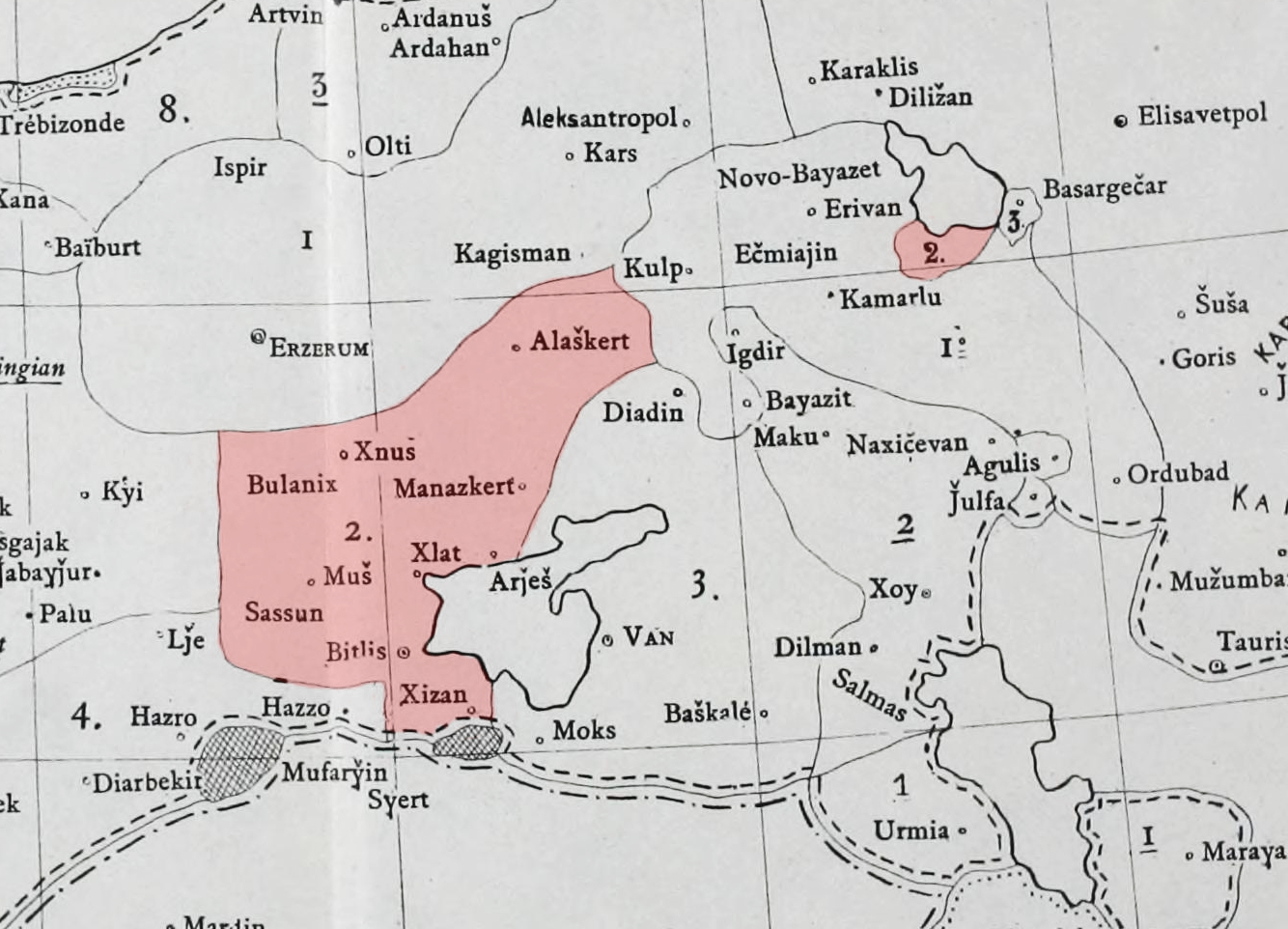
무시 방언의 분포, 흐라치아 아자리안의 Classification des dialectes arméniens(1909년)에 따름

무시 방언(~方言, 아르메니아어: Մշո բարբառ)은 튀르키예 동부의 무시(Muş)를 중심으로 한때 쓰였던 서부 아르메니아어 방언이다. 러시아-튀르크 전쟁 (1877년) 이후, 무시와 칼라슈케르트에서 피난 온 아르메니아인들이 러시아 제국의 예레반 총독령 지역에 마을을 세웠다. 아자리안에 따르면, 예레반 총독령 지역 중에서 21개의 아르메니아인 마을이 이 방언을 썼다. 한편 크누스(Khnus) 지역에서 온 아르메니아인들은 아할칼라키(Akhalkalaki, 현재 조지아) 지역, 특히 Heshtia, Toria and Ujmana 등 3개 마을에 정착했다. 1915년 아르메니아인 학살 이후, 이 방언은 이들 지역에 정착한 수천 명의 모어 화자(話者)를 제외하고는 그 원래 사용 지역에서 완전히 사라졌다.
현재 이 방언이 남아있는 지역은 아르메니아의 몇몇 마을이 있는데, 대표적으로 아르메니아 북서부 시라크 주 카모이다. 한편 조지아의 삼츠헤자바헤티 주의 아르메니아인 마을 3곳에서도 사용된다.

## 유명한 화자(話者)
- 윌리엄 사로얀 (1908년~1981년) - 미국의 작가[5]

## 같이 보기
- 예레반 방언
- 카라바흐 방언
- 카린 방언

### 서지(書誌)자료
- Patkanov, Kerovbe (1875). 《Mushkii dialekt [Dialect of Mush]》 (러시아어). St. Petersburg: Russian Academy of Sciences. — includes folklore genres in Mush dialect
- Mseriants, Levon (1897). 《Этюды по армянской диалектологии》 (러시아어). Moscow.
- Adjarian, Hrachia (1909). 《Classification des dialectes arméniens》 (프랑스어). Paris: Librairie Honore Champion.
- Baghdasarian-Tapaltsian, S. H. (1958). 《Msho barbare [The Dialect of Mush]》 (아르메니아어). Yerevan: Armenian National Academy of Sciences. — a wide study on the dialect, includes 15 stories, 710 proverbs, sayings, blessings